# Acer sieboldianum
Acer sieboldianum, vrsta drveta iz roda javora (Acer) čija su domovina planinske šume Japana na otocima Hokkaidō, Honshū, Shikoku i Kyūshū. Ime sieboldov javor dobio je po njemačkom putniku i botaničaru Philippu Franzu Sieboldu, dok ga u japanu nazivaju kohauchiwakaede. Do dvadesete godine naraste do 7 metara visine, a nakon dvadesete i do 10 metara ili 33 stope
Drvo je veoma otporno na bolesti i štetnike, a u kasno proljeće dobije male žute cvjetove, dok mu u jesen lišće poprima svjetlocrvenu i naranđastu boju što mu daje spektakularan izgled u to godišnje doba.
Van domovine češći je po parkovima nego gradskim vrtovima, a ima ga i u botaničkom vrtu u Grazu.

## Sinonimi
- Acer sieboldianum f. dissectum Baba ex T.Shimizu
- Acer sieboldianum var. mandshuricum Maxim.
- Acer sieboldianum var. microphyllum Maxim.
- Acer sieboldianum f. microphyllum (Maxim.) H.Hara
- Acer sieboldianum var. tsushimense Maxim.
- Acer sieboldianum var. yezoense Miyabe & Tatew.